# 杨士岗镇
杨士岗镇，是中华人民共和国辽宁省沈阳市辽中区下辖的一个乡镇级行政单位。

## 行政区划
杨士岗镇下辖以下地区：
杨士岗社区、佑户坨社区、火石岗子村、八三堡村、靠山屯村、三王堡村、前邢村、后德村和腰金村。